# 伊那市立高遠町歴史博物館
伊那市立高遠町歴史博物館（いなしりつたかとおまちれきしはくぶつかん）は、長野県伊那市高遠町にある博物館である。

## 概要
1996年（平成8年）に、⾼遠町⽴歴史博物館として開館。2006年（平成18年）の市町村合併に伴い、伊那市立高遠町歴史博物館となる。

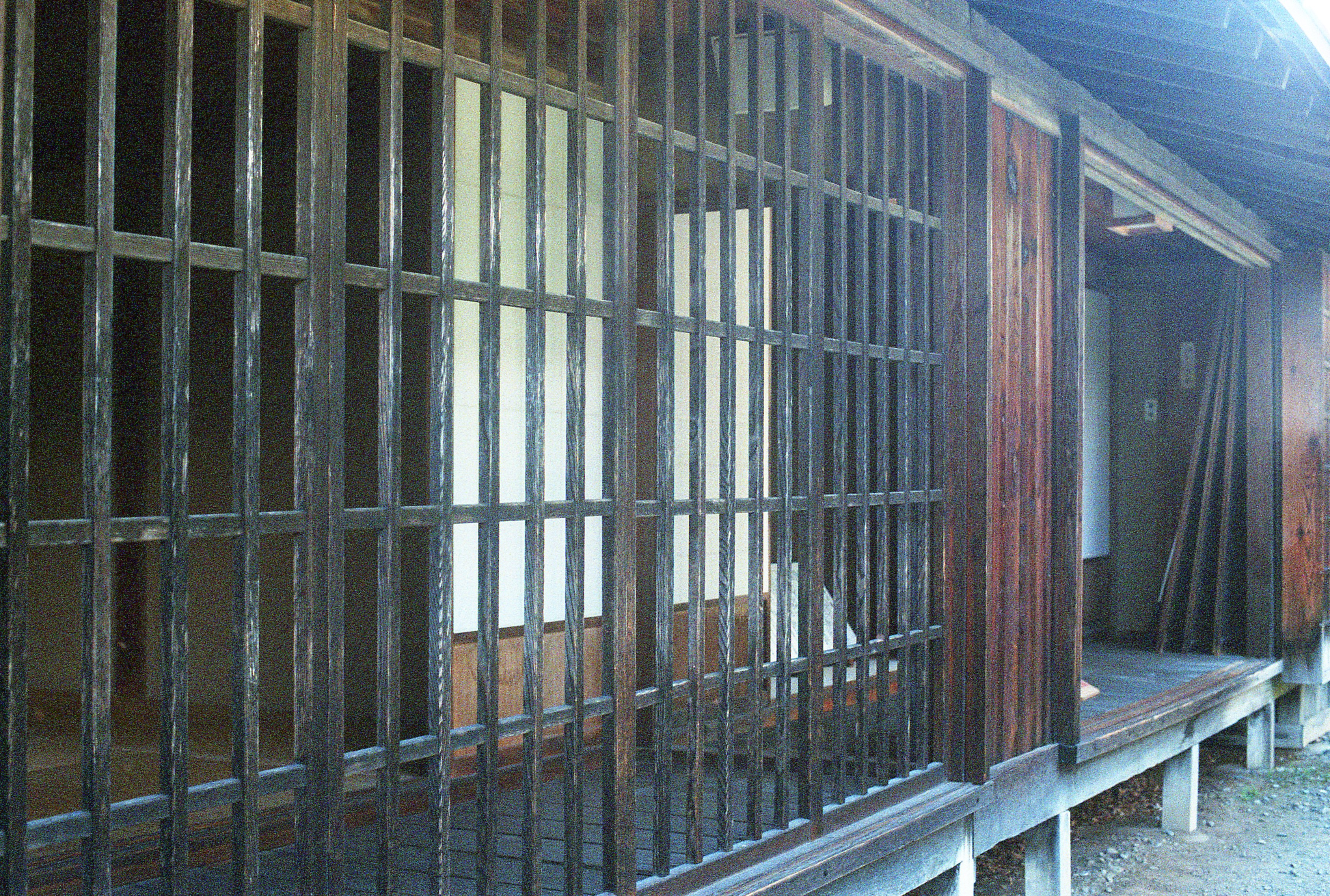
絵島囲み屋敷

高遠城に関する歴史資料が展示されているほか、江島生島事件で1714年（正徳4年）に高遠に流刑になった大奥年寄の絵島（月光院）ゆかりの囲み屋敷が保存されている。
当館内には、伊那市へ2013年（平成25年）に寄贈された高遠城の「高遠城鳥瞰図」（「高遠城内本丸御殿」、「西から望む高遠城」の2枚）、2015年（平成27年）4月に寄贈された「高遠城展景図」が展示されている。どちらも、伊那市出身の空間デザイナー池上典が製作したものである。
他には、田山花袋および高遠藩士の家系である伊澤修二の書や、高遠出身の池上秀畝および中村不折の作品などが収蔵されている。

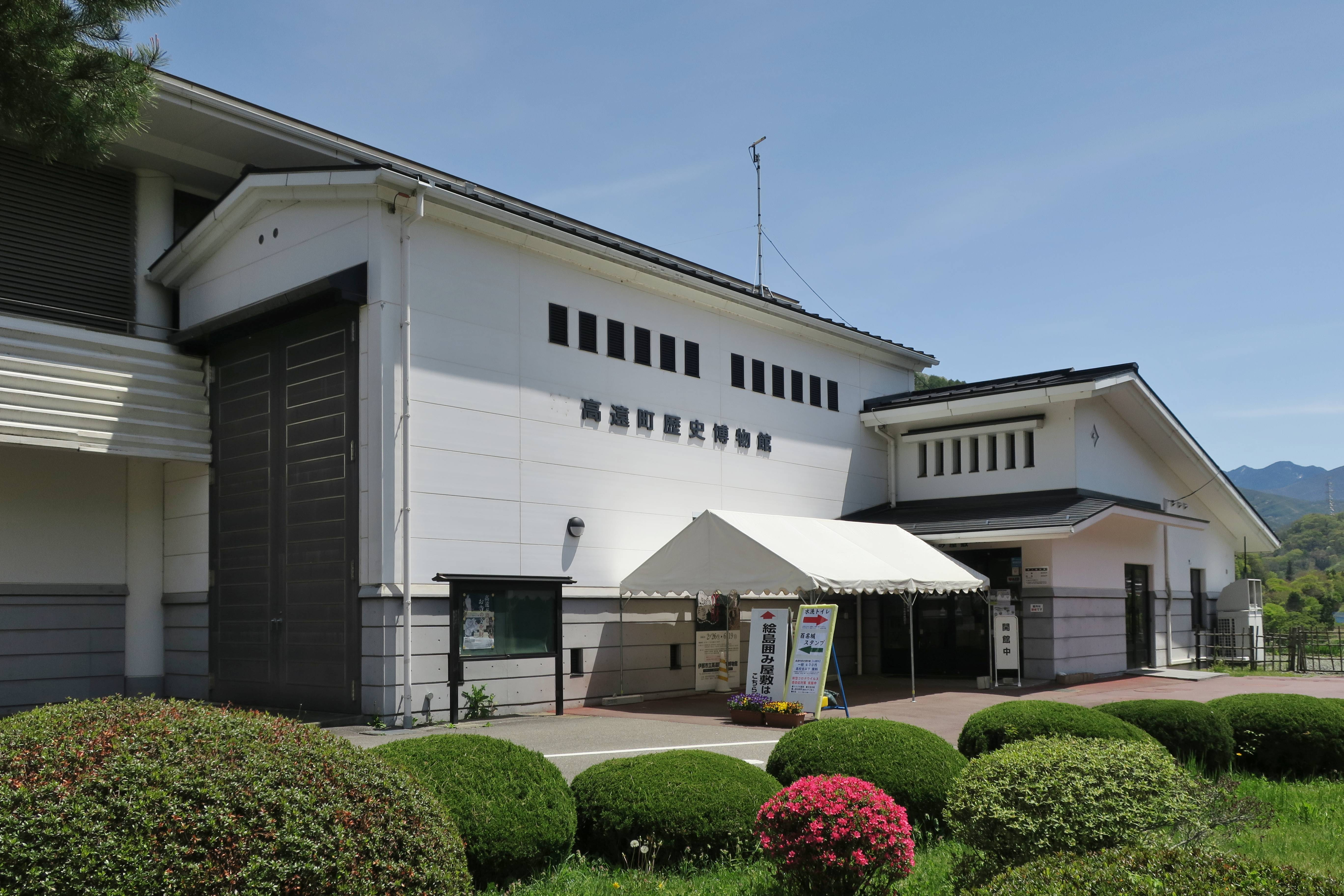
エントランス
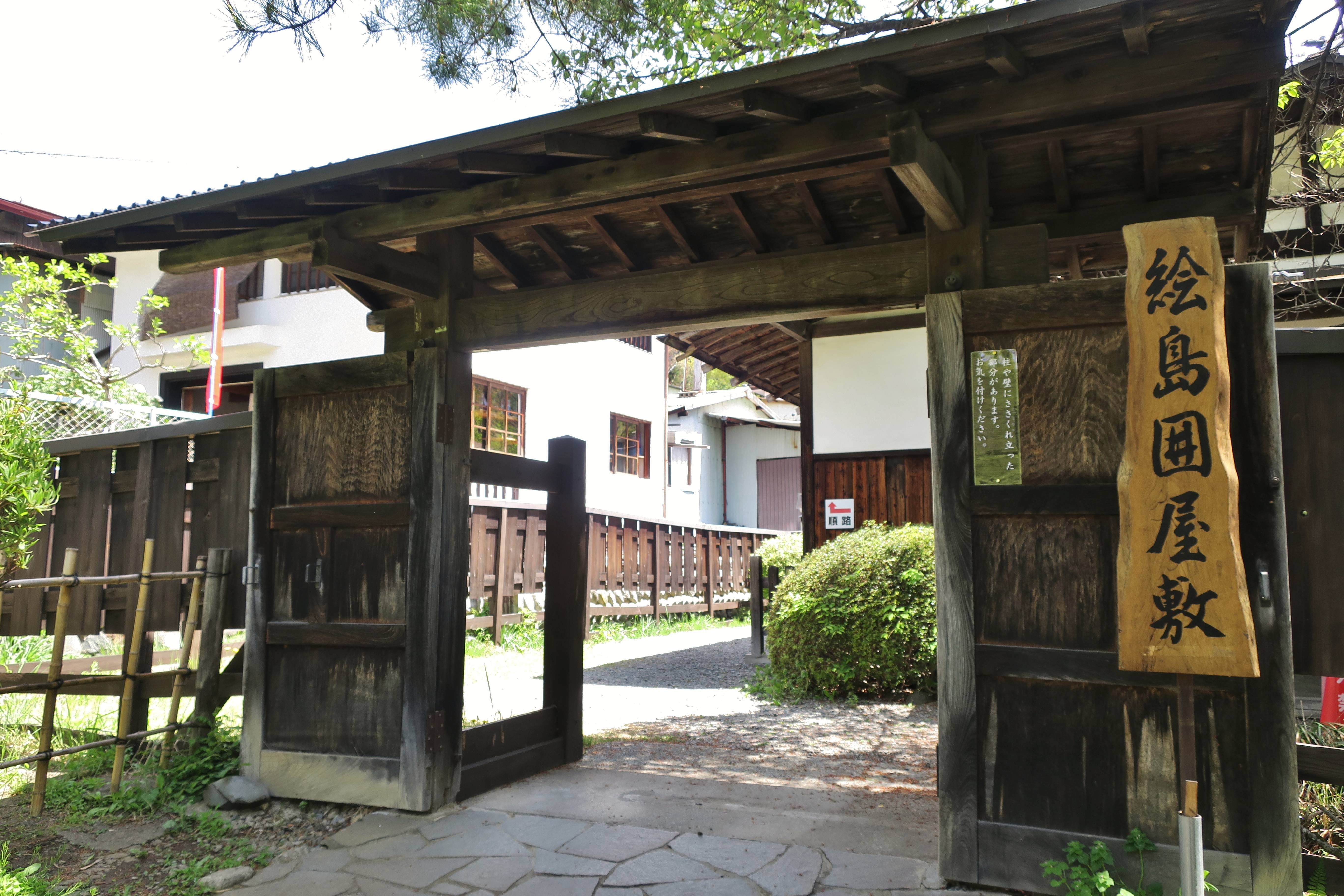
絵島囲み屋敷の門
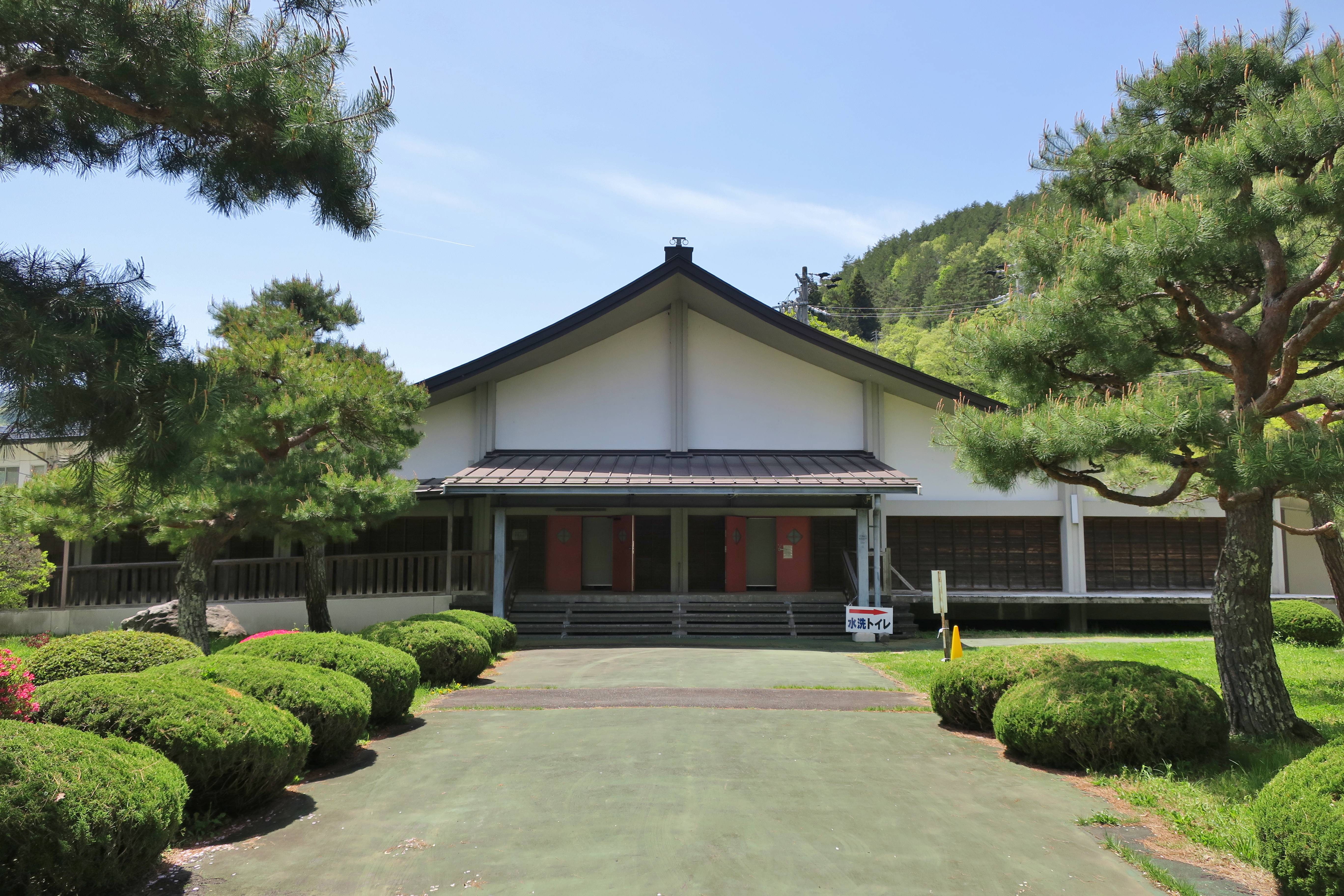
隣接する高遠町地域間交流施設

## 利用案内

### 開館時間
- 午前9:00 - 午後5:00（最終入館時間は午後4:30）

### 休館日
- 月曜日、祝日の翌日。なお、休日の場合は開館
- 12月28日 - 1月3日
- 展示替え・資料整理の日

- - 2016年（平成28年）12月19日から2017年（平成29年）3月23日まで、館内下水道整備のため休館となっていた[6]。

### 交通アクセス
- 中央自動車道
  - 諏訪ICから国道152号経由で約50分
  - 伊那ICから国道361号経由で約30分
- JR飯田線：伊那市駅からバス路線、または伊那北駅からバス路線で約25分
- JRバス高遠線：高遠駅からタクシーで約5分